# Lucianische Davis-Cup-Mannschaft
Die st. Lucianische Davis-Cup-Mannschaft ist die Tennisnationalmannschaft St. Lucias, die den Inselstaat im Davis Cup vertritt.

## Geschichte
St. Lucia nahm 1998 erstmals eigenständig am Davis Cup teil, nachdem es bis 1997 bereits als Teil der Organisation Ostkaribischer Staaten angetreten war. Die erste Begegnung (gegen die Organisation Ostkaribischer Staaten) in der Amerika Zone Gruppe IV konnte gewonnen werden. 2002 und 2004 gelang jeweils der Aufstieg in die Gruppe III, welchem jedoch beide Male unmittelbar ein erneuter Abstieg folgte. Die bislang letzte Begegnung St. Lucias war eine 1:2-Niederlage gegen Barbados im Jahr 2006.
Erfolgreichster Spieler des Inselstaates bisher war Vernon Lewis mit 28 Siegen und 19 Niederlagen in 33 Begegnungen während 7 Jahren. Rekordspieler ist jedoch Kane Easter mit 48 Matches (22 Siege, 26 Niederlagen) während 35 Begegnungen in ebenfalls 7 Jahren.